# 鈍角總科
鈍角總科（學名：AmblyceraCOL），舊作鈍角亞目，是啮虫目之下的一個演化支。本支序原是蝨毛目之下的一個亞目，現在是啮虫目粉囓蟲亞目小嚙蟲下目蝨毛小目之下其中一個總科。本總科物種被認為是所有蝨子物種當中最原始的分類單元，寄生於鳥類及哺乳類動物身上。

## 型態描述
這些昆蟲與一般人較為熟悉的蝨亞目很相似，但牠們並不會永久留在其宿主身上，而是可以在其宿主的表面到處移動。牠們會嚙咬宿主皮膚上較軟的部分，使被咬部分局部出血，從而讓牠們可以吸食。
本亞目的物種雖然都具有觸角，但是牠們不容易看得見，因為牠們的觸角位於頭部側面的凹槽中。鈍角亞目物種的觸角一般都由4-5節組成。
這些寄生在鳥類身上物种的跗節（tarsi）只有兩隻爪，而寄生在哺乳類物種的卻只有一隻爪。

## 分類
鈍角亞目原屬食毛目及蝨毛目，2000年代後期，根據分子生物學及形態學的研究確認了蝨毛目與啮虫目是近親，而蝨毛目其實是從粉啮虫亚目演變而成的，因此這兩個目應該重組成為啮虫总目（Psocodea，又名嚙總目）。從此鈍角亞目成為了啮虫目之下的一個亞目，蝨毛目取銷。

### 科
鈍角總科物種現時可分為以下各個科：
- Ancistronidae
- 袋鼠羽蝨科／袋鼠鳥虱科（英语：Boopiidae） Boopiidae Mjoberg, 1910
- Colpocephalidae Eichler, 1937
- Gliricolidae
- 長獸羽蝨科（英语：Gyropidae）／鼠鳥虱科（英语：Gyropidae） Gyropidae Kellogg, 1896
- 大羽蝨科（英语：Laemobothriidae）／水鳥虱科 Laemobothriidae Mjoberg, 1910
- 短角羽蝨科（英语：Menoponidae）／短角鳥虱科（英语：Menoponidae） Menoponidae Mjoberg, 1910 (chicken body lice)
- Pseudomenoponidae Mjoberg, 1910
- 鳥虱科 Ricinidae Neumann, 1890
- Somaphantidae Eichler, 1941
- 毛羽蝨科（英语：Trimenoponidae）／毛鳥虱科（英语：Trimenoponidae） Trimenoponidae
- Trinotonidae Eichler, 1941：舊屬絲角總科

過往有文獻還包括以下分類單元，但現時已被劃歸絲角總科：
- 寡節羽蝨科

## 重要物種
以下是多個鳥類上比較重要的寄生物種：
- Holomenopon leucoxanthum (Burmeister, 1838)
[查证请求] – cause of "wet feathers" of 鸭s
- Menopon gallinae (Linnaeus, 1958)
[查证请求] – the "shaft louse" of 家禽, pale yellow in color
- Menopon phaeostomum (Nitzsch, 1818)
[查证请求] – usually occurs on 孔雀
- Menecanthus stramineus (Nitzsch, 1818)
[查证请求] – the yellow "body louse" of poultry
- Trinoton anserinum (J.C.Fabricus, 1805)
[查证请求] – may be found on ducks and 天鹅s
[查证请求]

以下是多個哺乳动物上比較重要的寄生物種：
- Gliricola porcelli (Linnaeus, 1758)
[查证请求] – on 豚鼠s
- Gyropus ovalis (Nitzsch, 1818)
[查证请求] – on guinea-pigs
- Heterodoxus longitarsus (Piaget, 1880)
[查证请求] – on 袋鼠科 (wallabies and kangaroos)
- Heterodoxus macropus (Le Souef & Bullen, 1902)
[查证请求] – on Macropodidae
- Heterodoxus spiniger (Enderlein, 1909)
[查证请求] – common on dogs in warm countries (between 纬度 北纬40度线 and 南纬40度线)
- Trimenopon hispidium (Burmeister, 1838)
[查证请求] – on guinea-pigs

## 外部連結
- 維基物種上的相關：鈍角總科